# Вибори польсько-литовського короля 1632
Обрання нового монарха Речі Посполитої після смерті короля Сигізмунда III Вази 30 квітня 1632 року. Вибори розпочалися 27 вересня 1632 року і завершилися 8 листопада 1632 року обранням Владислава IV Вази королем Польщі та Великим князем Литовським.

## Перед виборами

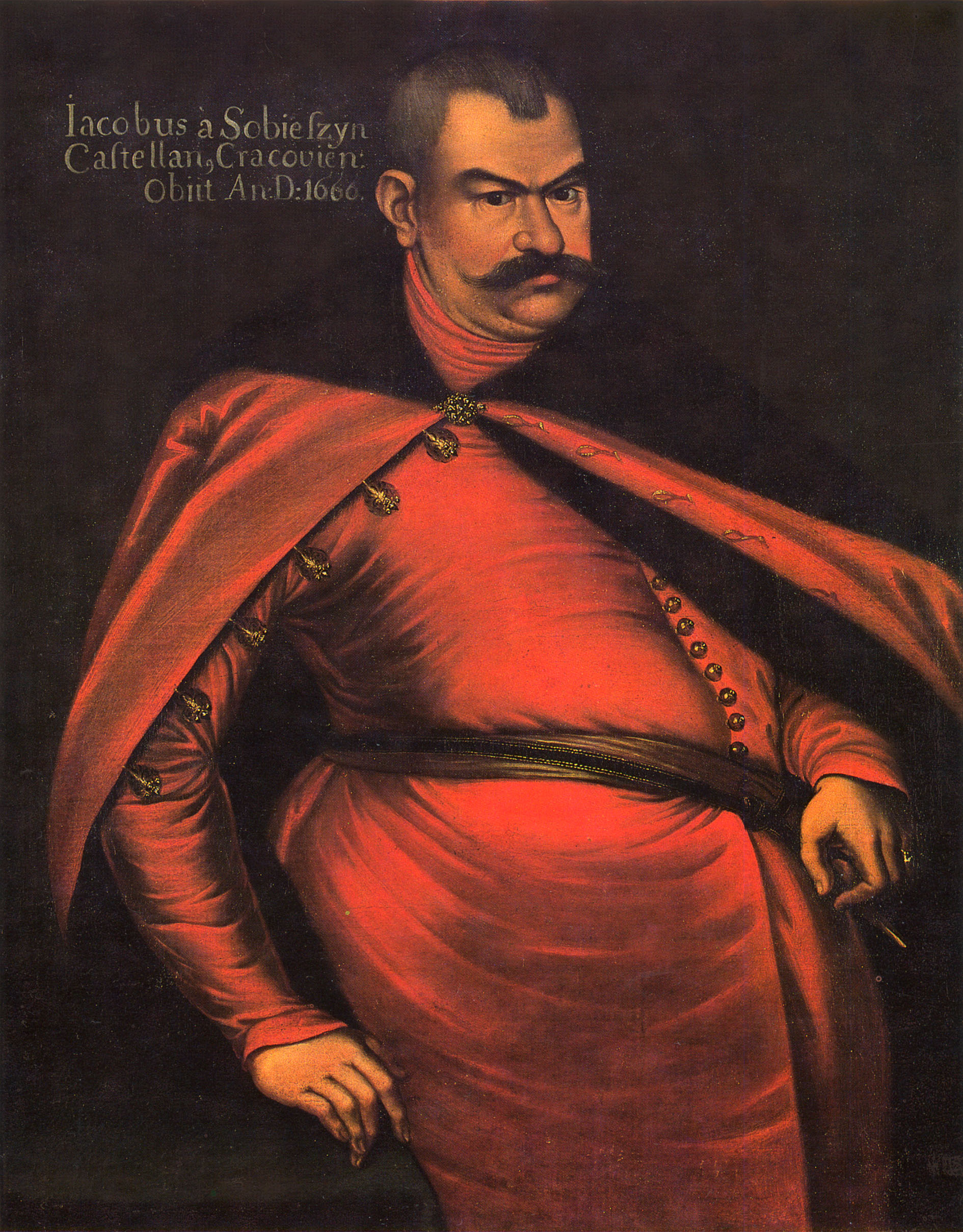
Якуб Собеський, автор невідомий

Сигізмунд III Ваза помер 30 квітня 1632 року, ймовірно, внаслідок інсульту, передавши напередодні права на успадковану шведську корону своєму старшому синові Владиславу Сигізмунду Вазі. Таким чином, він зробив його найсерйознішим кандидатом на трон Речі Посполитої, так що протестанти, які спілкувалися з Густавом Адольфом чи Габором Бетленом задовго до смерті короля, не наважувалися публічно оприлюднити свої плани обрати одного зі своїх кандидатів. Під час виключно мирного міжкоролів'я владу перебрав примас Ян Венжик, який призначив дату конвокаційного сейму на 22 червня 1632 року. Маршалком сейму став кальвініст, польний гетьман литовський Криштоф Радзивілл. Він вирішив використати міжкоролів'я для вирішення релігійних питань і відносин між мирянами та духовенством. Йшлося переважно про передачу шляхетських земель у руки католицької церкви, гарантування та розширення прав протестантських і православних дисидентів, повернення православній церкві захоплених уніатами маєтків. Ці питання не були остаточно вирішені, і на конвокації було погоджено Варшавську генеральну конфедерацію, в якій, між ін. деякі вимоги шляхти різних конфесій були задоволені, але після його підписання його опротестували католицькі сенатори, що знищило шанси на міцний релігійний мир. Конвокаційний сейм, що завершився 17 серпня, призначив дату початку виборів на 26 вересня 1632 року.

## Вибори

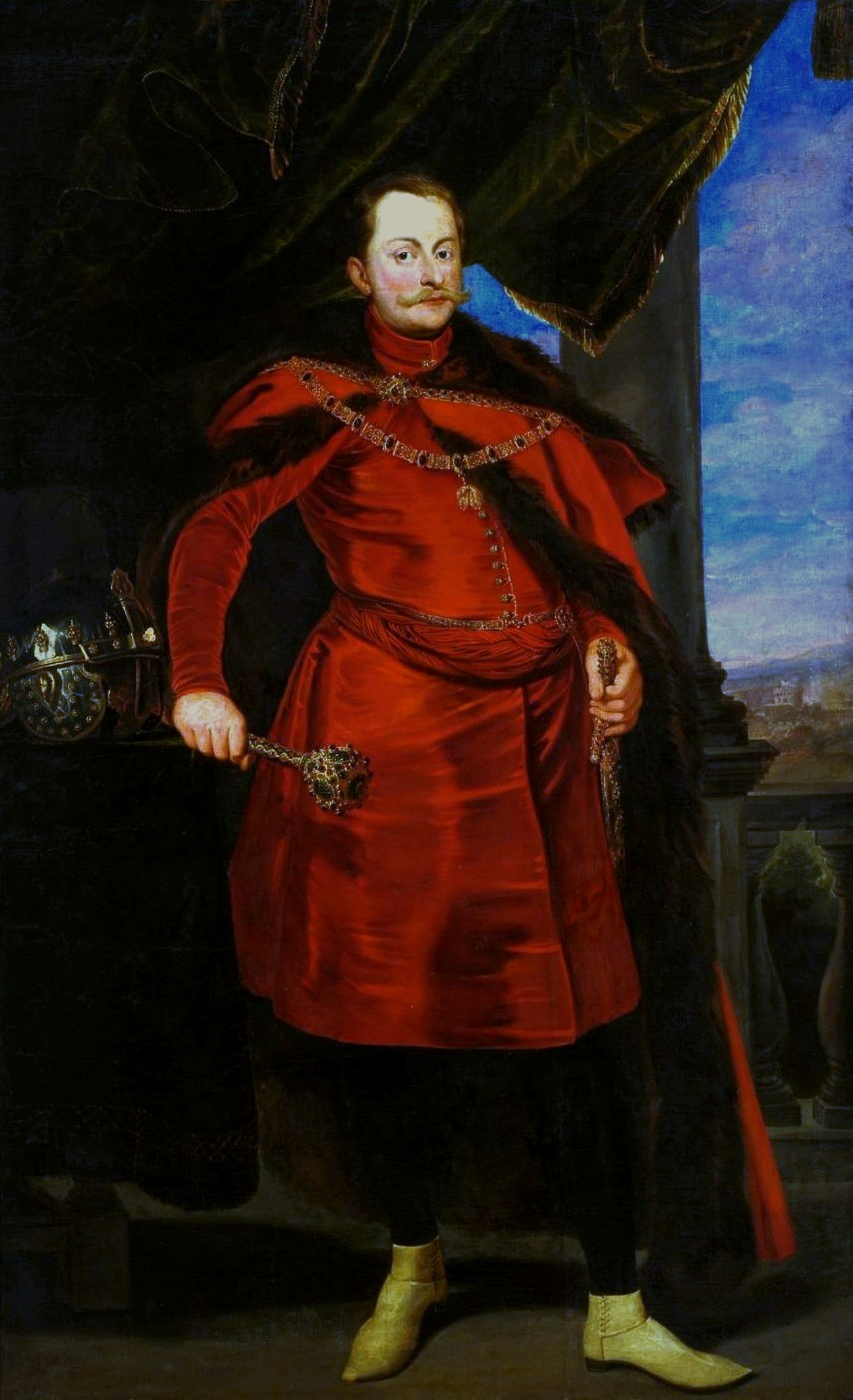
Князь Владислав Сигізмунд, Пітер Клас, бл. 1626 рік

Як і під час минулих виборів, як католицькі, так і протестантські магнати виступили з власними збройними силами. Через кілька днів було обрано маршалка Сейму Якуба Собеського, парламентаря з великим досвідом, хорошого посередника та толерантного католика, який міг запобігти можливому збройному конфлікту між католиками та дисидентами. Подібно до конвокаційного, на елекційному сеймі переважали релігійні питання. Для вирішення поточних питань було створено три комісії, до яких погоджено увійти: гарантія вільних виборів, збереження релігійного миру, обов'язок посередництва між уніатами та дизунітами, заборона розпочинати війну без згоди сейму були включені до пактів конвентів. Решта вимог містилася в рецесі, тобто документі, який накладав обов'язок розглянути ці питання першими на наступному сеймі, в даному випадку коронаційному.
Кандидатура Владислава Вази була очевидною. Його брати: Ян Казимир, Ян Альберт і Кароль Фердинанд підтримали його і з'явилися в товаристві старшого королевича. Владислав мав підтримку папи (в особі Онората Вісконті) та імператора (в особі Юлія Нейдхарда). Водночас під час елекційних сеймів королевич брав участь у релігійних суперечках, домагаючись порозуміння та спілкувався з найвпливовішими посадовими особами держави, підвищуючи свій авторитет і шанси бути обраним. Самі вибори відбулися 8 листопада і через відсутність офіційного конкурента не викликали серйозних суперечок. Вибір зробили за півгодини. Шведські депутати Стено Більке, Ян Нікодем Ахаузен і мер Риги Ян Ольріх, які мали висунути кандидатом Густава Адольфа, щоб викликати плутанину, подали у відставку. 6 лютого 1633 року відбулася коронація Владислава IV Вази на короля Польщі та Великого князя Литовського.